# 검계서원
검계서원(儉溪書院)은 대한민국 충청남도 천안시 동남구 풍세면 삼태리에 위치한 조선 시대의 서원이다. 1766년에 창건되었으며, 고려의 문신 전신(全信)과 조선의 문신 이협(李筴)을 제향하고 있다.